# Droglewo
Droglewo (deutsch Karlshof) ist ein Ort in der polnischen Woiwodschaft Ermland-Masuren, der zur Landgemeinde Budry (Buddern) im Powiat Węgorzewski (Kreis Angerburg) gehört.

## Geographische Lage
Droglewo liegt im Nordosten der Woiwodschaft Ermland-Masuren, sieben Kilometer nordöstlich der Kreisstadt Węgorzewo (Angerburg).

## Geschichte
Der bis 1945 Karlshof genannte kleine Gutsort war ein Wohnplatz in der Landgemeinde Wenzken (polnisch Więcki) und gehörte zum Kreis Angerburg im Regierungsbezirk Gumbinnen der preußischen Provinz Ostpreußen.
In Kriegsfolge kam der Ort 1945 mit dem gesamten südlichen Ostpreußen zu Polen und heißt seither Droglewo. Er ist heute in das Schulzenamt (polnisch Sołectwo) Więcki integriert und stellt eine Ortschaft dar im Verbund der Landgemeinde Budry im Powiat Węgorzewski, bis 1998 der Woiwodschaft Suwałki, seither der Woiwodschaft Ermland-Masuren zugehörig.

## Religionen
Karlshof war vor 1945 in die evangelische Kirche Buddern in der Kirchenprovinz Ostpreußen der Evangelischen Kirche der Altpreußischen Union sowie in die katholische Kirche Zum Guten Hirten in Angerburg im Bistum Ermland eingepfarrt.
Heute gehört Droglewo zur katholischen Pfarrei in Budry im Bistum Ełk (Lyck) der Römisch-katholischen Kirche in Polen bzw. zur evangelischen Kirchengemeinde in Węgorzewo (Angerburg), einer Filialgemeinde der Pfarrei in Giżycko (Lötzen) in der Diözese Masuren der Evangelisch-Augsburgischen Kirche in Polen.

## Verkehr
Droglewo liegt verkehrsgünstig an der polnischen Woiwodschaftsstraße DW 650, der einstigen deutschen Reichsstraße 136. Sie verbindet die beiden Kreisstädte Węgorzewo (Angerburg) und Gołdap (Goldap) miteinander. In Droglewo endet eine Nebenstraße, die vom südöstlich gelegenen Dorf Wola (Freyhof) hierher führt. Eine Bahnanbindung besteht nicht.